# Pentecostalisme

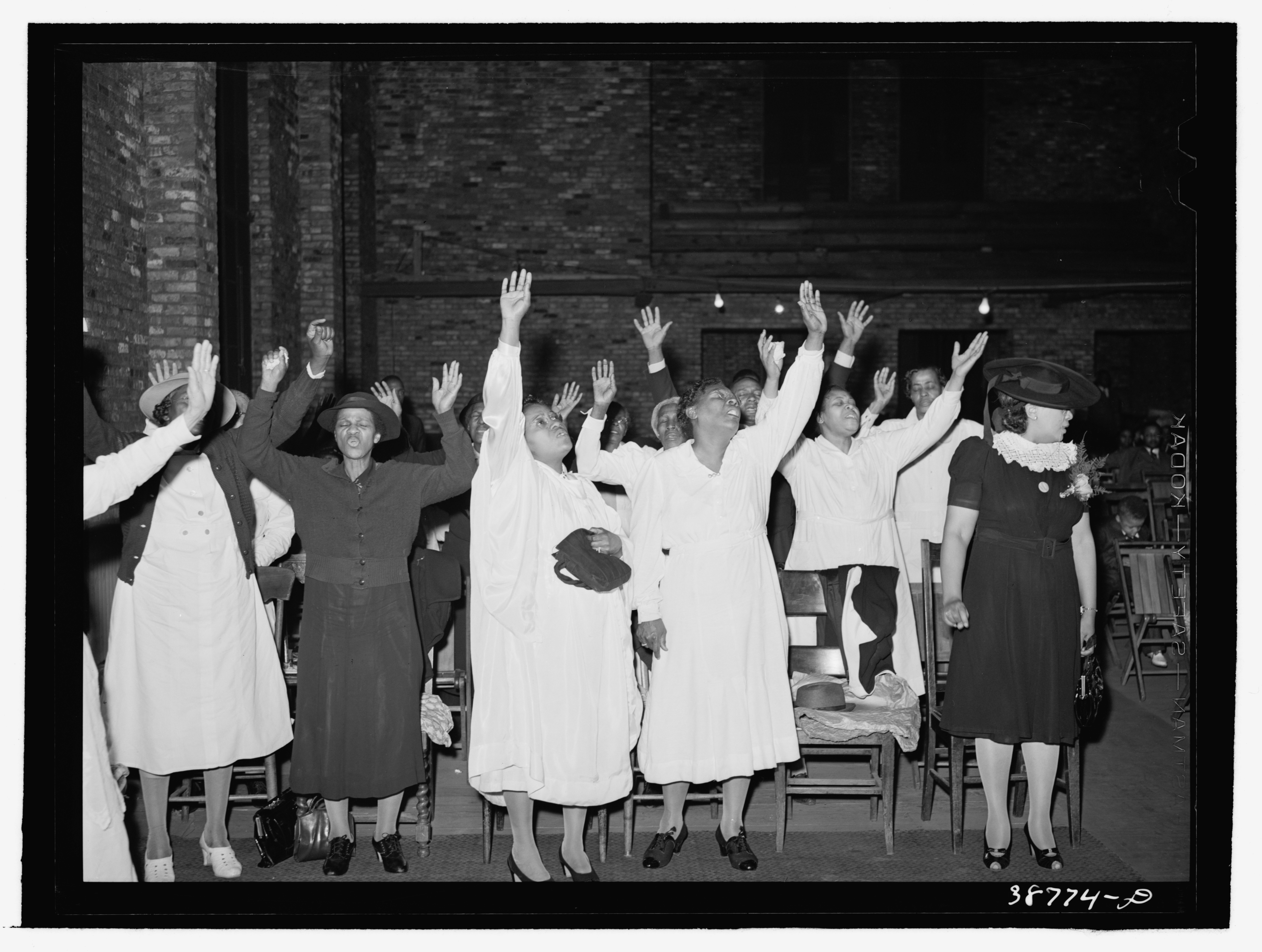
Dones durant una missa pentecostal en 1941.

El moviment pentecostal o el pentecostalisme és una denominació cristiana protestant que va sorgir al començament del segle xx als Estats Units i que dona un fort èmfasi als dons de l'Esperit Sant, especialment al do de llengües.
Teològicament, les denominacions pentecostals creuen en la doctrina protestant evangèlica, en la confiabilitat i autoritat de la Bíblia i en la necessitat de la conversió o nou naixement. Els pentecostals, però, fan més èmfasi en l'experiència espiritual personal. Una de les característiques prominents del moviment pentecostal que el van separar de la resta de les denominacions protestants és la creença en l'obra activa de l'Esperit Sant, en oposició a la doctrina de la cessació, que diu que els miracles només estaven designats per al temps dels apòstols de Jesucrist.
Els pentecostals posen un fort èmfasi en el do de llengües (conegut també com a glossolàlia), per mitjà del qual el creient pot parlar en altres llengües desconegudes (experiència registrada en el llibre dels Fets dels Apòstols del Nou Testament, i una pràctica que Sant Pau va promoure en les seves epístoles). A diferència del moviment carismàtic, pels pentecostals, el fet de parlar en llengües és l'evidència normativa del baptisme de l'Esperit Sant, i sovint de la conversió. Però el moviment carismàtic i el moviment pentecostal comparteixen la creença que Déu encara està actiu, i intervé sobrenaturalment a favor de la humanitat per mitjà dels dons espirituals miraculosos.
Els pentecostals són la denominació protestant més nombrosa, encara que no hi ha xifres precises (les estimacions varien entre 200 i 400 milions) i la confusió sorgeix, ja que els carismàtics sovint són considerats part del moviment pentecostal. No obstant això, ambdós moviments són les denominacions de més ràpid creixement del protestantisme.

## Creences
1. La inspiració, infal·libilitat i autoritat suprema de la Bíblia.
2. En Déu i en la Trinitat.
3. En Jesucrist com el Fill de Déu, concebut per l'Esperit Sant i que nasqué de la verge Maria.
4. En la crucifixió, mort i resurrecció de Jesucrist.
5. En el pecat de l'home.
6. En la justificació per la fe, la regeneració i el nou naixement a través de Jesucrist.
7. En la santificació, per mitjà de l'Esperit Sant.
8. En la santedat com una forma de vida.
9. En el baptisme de l'Esperit Sant i en el do de parlar en altres llengües.
10. En el baptisme en aigua per immersió.
11. En la santedat divina.
12. En el Sant Sopar del Senyor
13. En el lavatori dels peus dels sants.
14. En la Segona Vinguda de Jesús. Primer, per ressuscitar als justos morts i arravatar als sants vius en l'aire cap al Senyor. Segon, per regnar en la terra per mil anys.
15. En la resurrecció corporal; vida eterna per als justos i càstig etern per als injustos.